# Kanton Sarlat-la-Canéda
Der Kanton Sarlat-la-Canéda ist seit 1790 ein französischer Kanton im Arrondissement Sarlat-la-Canéda im Département Dordogne in der Region Nouvelle-Aquitaine; sein Hauptort ist Sarlat-la-Canéda, Vertreter im Generalrat des Départements ist seit 2004 Jean-Fred Droin. 

## Gemeinden
Der Kanton besteht aus 13 Gemeinden mit insgesamt 16.168 Einwohnern (Stand: 1. Januar 2022) auf einer Gesamtfläche von 228,16 km²:
| Gemeinde                | Einwohner 1. Januar 2022 | Fläche km² | Dichte Einw./km² | Code INSEE | Postleitzahl |
| ----------------------- | ------------------------ | ---------- | ---------------- | ---------- | ------------ |
| Beynac-et-Cazenac       | 447                      | 12,74      | 35               | 24040      | 24220        |
| La Roque-Gageac         | 439                      | 7,17       | 61               | 24355      | 24250        |
| Marcillac-Saint-Quentin | 839                      | 16,46      | 51               | 24252      | 24200        |
| Marquay                 | 587                      | 24,27      | 24               | 24255      | 24620        |
| Proissans               | 1.086                    | 17,56      | 62               | 24341      | 24200        |
| Saint-André-d’Allas     | 885                      | 28,77      | 31               | 24366      | 24200        |
| Sainte-Nathalène        | 648                      | 13,57      | 48               | 24471      | 24200        |
| Saint-Vincent-de-Cosse  | 384                      | 7,19       | 53               | 24510      | 24220        |
| Saint-Vincent-le-Paluel | 293                      | 6,86       | 43               | 24512      | 24200        |
| Sarlat-la-Canéda        | 8.786                    | 47,13      | 186              | 24520      | 24200        |
| Tamniès                 | 405                      | 19,09      | 21               | 24544      | 24620        |
| Vézac                   | 512                      | 12,97      | 39               | 24577      | 24220        |
| Vitrac                  | 857                      | 14,38      | 60               | 24587      | 24200        |
| Kanton Sarlat-la-Canéda | 16.168                   | 228,16     | 71               | 2418       | –            |

Bis zur landesweiten Neuordnung der französischen Kantone im März 2015 gehörten zum Kanton Sarlat-la-Canéda bis auf die Gemeinde Saint-Vincent-de-Cosse die gleichen Gemeinden. Sein Zuschnitt entsprach einer Fläche von 220,97 km2. Er besaß vor 2015 einen anderen INSEE-Code als heute, nämlich 2436.

## Bevölkerungsentwicklung
| 1962   | 1968   | 1975   | 1982   | 1990   | 1999   |
| ------ | ------ | ------ | ------ | ------ | ------ |
| 11.662 | 12.937 | 13.950 | 14.371 | 15.337 | 15.512 |